# Muscari sivrihisardaghlarensis
Muscari sivrihisardaghlarensis är en sparrisväxtart som beskrevs av Yild. och B.Selvi. Muscari sivrihisardaghlarensis ingår i pärlhyacintssläktet, och familjen sparrisväxter.
Artens utbredningsområde är Turkiet. Inga underarter finns listade i Catalogue of Life.

## Bilder

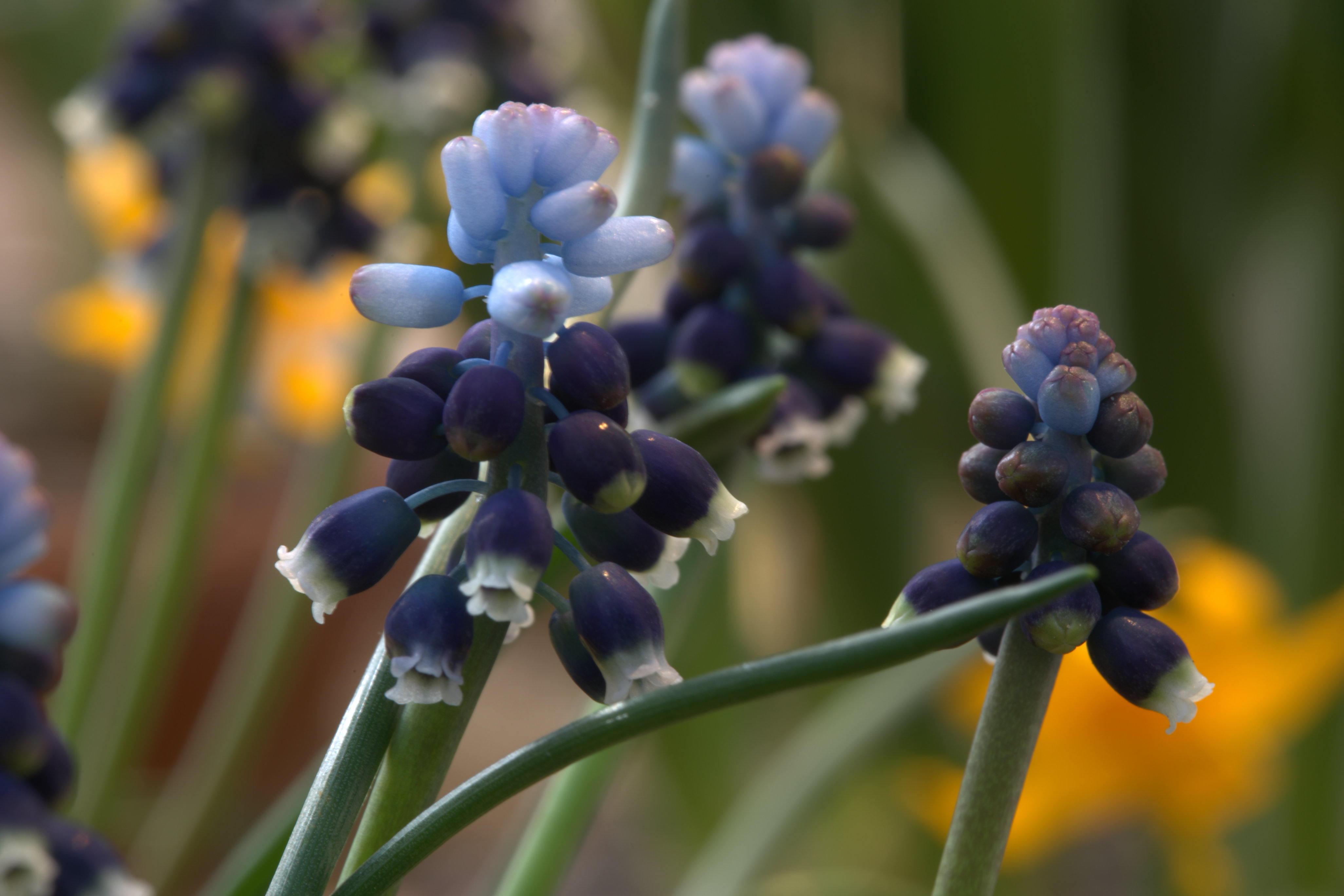